# Gabriel Lory der Jüngere

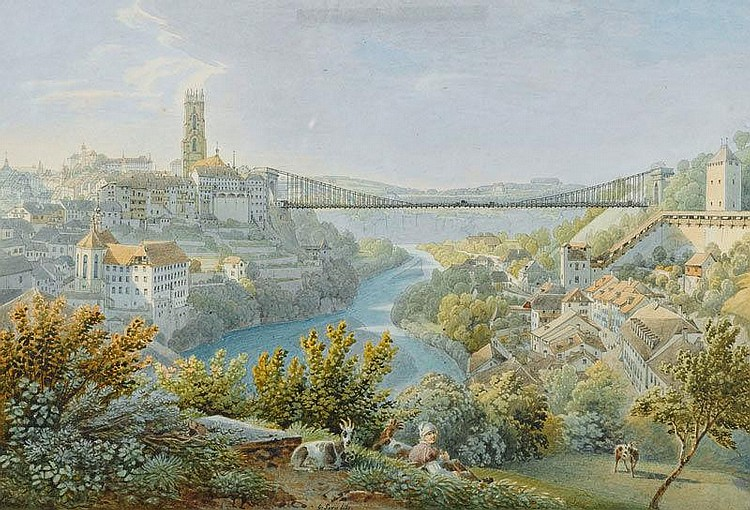
Ansicht von Fribourg 1834

Bergsturz von Goldau 1806

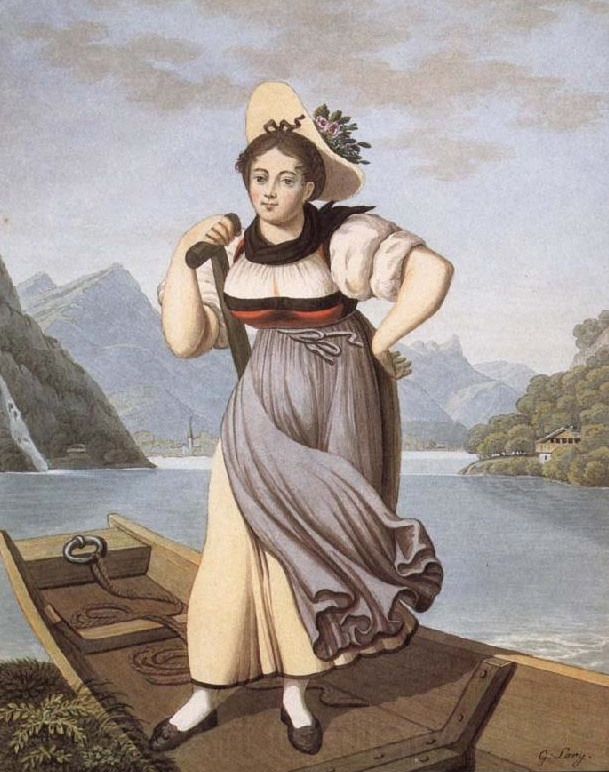
Elisabetha Grossmann («Die schöne Schifferin von Brienz») um 1815

Gabriel Lory der Jüngere (auch Mathias Gabriel Lori; * 21. Juni 1784 in Bern; † 25. August 1846 ebenda) war ein Schweizer Landschaftsmaler, Radierer, Aquarellist, Zeichner und Sohn des Gabriel Lory des Älteren.

## Leben
Gabriel Lory der Jüngere war Schüler seines Vaters. 1797 zog er mit ihm nach Herisau, wo er an der Bearbeitung der Ansichten von Moskau und St. Petersburg tätig war.
1805 reiste er nach Neuenburg und beteiligte sich mit seinem Vater an der Bearbeitung der Voyage pittoresque de Genève à Milan par le Simplon. In Neuenburg befreundete er sich mit dem Maler Maximilien de Meuron, den er auf den Reisen nach Paris, durch die Schweiz und nach Italien begleitete.
1812 heiratete er Henriette-Louise de Meuron von Orbe. In Neuenburg erhielt er die Stelle eines Zeichenlehrers an der Stadtschule, während seine Frau die Herausgabe seiner Ansichten leitete. Lory lernte den Neuenburger Bankier Graf Frédéric de Pourtalès kennen und begleitete ihn auf mehreren Reisen nach Italien.
1819 starben beide seiner Kinder. Danach lebten Lory und seine Frau während des Sommers in Bern, während des Winters in Neuenburg. In den folgenden Jahren veröffentlichte er gemeinsam mit César Henri Montvert (1784–1848) mehrere Werke mit Bildern schweizerischer Trachten und Ansichten aus dem Berner Oberland und der übrigen Schweiz. 1828 besuchte er Paris und wurde am Hofe empfangen.
1832 siedelte Lory nach Bern über und wurde Mitglied der Bernischen Künstlergesellschaft. Er unternahm Studienreisen durch die verschiedenen Regionen der Schweiz und Italiens. Die Wintermonate 1834 bis 1835 und 1835 bis 1836 verbrachte er in Berlin, wo er am Hofe empfangen wurde und den Titel eines ausserordentlichen Professors der Akademie erhielt.
Wegen seiner geschwächten Gesundheit verbrachte er die Wintermonate 1841 bis 1842 und 1842 bis 1843 in Nizza. 1846 besuchte er Frankfurt am Main, wo er seinen Freund und Schüler Gerhardt Wilhelm von Reutern traf. Wenige Wochen später starb er an einem Herzanfall.